# Madame Jeanette
Madame Jeanette è una cultivar di peperoncino della specie Capsicum chinense, originaria del Suriname.

## Descrizione
I frutti di questa varietà sono a forma di campana, di colore giallo a maturazione. Sono inoltre molto piccanti, con un punteggio di 125000-325000 sulla scala di Scoville. I peperoni maturano in giallo-rossastro ma sono più grandi e asimmetrici dei peperoncini normali. La pianta è prolifica, ha una crescita relativamente compatta, non ama i luoghi freddi e cresce anche al chiuso.
Il loro sapore è descritto come "fruttato", con tracce di mango e ananas. Viene spesso confuso con l'adjuma giallo, che è meno allungato e si dice che sia più piccante ma meno saporito. Madame Jeanette è usato in quasi tutte le varietà della cucina surinamese.